# Gert Dumbar
Gert Dumbar (Giacarta, 16 maggio 1940) è un designer olandese.

## Formazione
La sua informazione si è sviluppata tra l'Aia e Londra.

## Attività
In Olanda si è occupato di progettazione grafica all'interno dell'Istituto Tel e per le Ferrovie olandesi.
Con il suo studio, fondato nel 1977, ha lavorato per le PostNL, la Telecom Services, l'ANWB, la Ferrovie olandesi, la Polizia Olandese, le Poste danesi e la Rijksmuseum di Amsterdam.